# Список олімпійських медалістів з артистичного плавання
У цій статті наведено список усіх спортсменів, що здобули медалі у змаганнях з артистичного плавання на Олімпійських іграх.

## Теперішня програма

### Дуети
| Дисципліни          | Золото                                          | Срібло                                 | Бронза                                |
| ------------------- | ----------------------------------------------- | -------------------------------------- | ------------------------------------- |
| Лос-Анджелес 1984   | Трейсі Руїз і Кенді Кості (USA)                 | Шерон Гембрук і Келлі Крічка (CAN)     | Саеко Кімура і Мівако Мотойосі (JPN)  |
| Сеул 1988           | Мішель Кемерон і Керолін Волдо (CAN)            | Керен Джозефсон і Сара Джозефсон (USA) | Мікако Котані і Міяко Танака (JPN)    |
| Барселона 1992      | Керен Джозефсон і Сара Джозефсон (USA)          | Пенні Вілаґос і Вікі Вілаґос (CAN)     | Фуміко Окуно і Акі Такаяма (JPN)      |
| Сідней 2000         | Ольга Бруснікіна і Марія Кисельова (RUS)        | Мія Татібана і Міхо Такеда (JPN)       | Віржині Дідьє і Міріам Ліньйо (FRA)   |
| Афіни 2004          | Анастасія Давидова і Анастасія Єрмакова (RUS)   | Мія Татібана і Міхо Такеда (JPN)       | Елісон Бартосік і Анна Козлова (USA)  |
| Пекін 2008          | Анастасія Давидова і Анастасія Єрмакова (RUS)   | Тіна Фуентес і Хемма Менгуаль (ESP)    | Сахо Харада і Еміко Судзукі (JPN)     |
| 2012 Лондон         | Наталія Іщенко і Світлана Ромашина (RUS)        | Она Карбонелл і Тіна Фуентес (ESP)     | Хуан Сюечень і Лю Оу (CHN)            |
| Ріо-де-Жанейро 2016 | Наталія Іщенко і Світлана Ромашина (RUS)        | Хуан Сюечень і Сунь Веньянь (CHN)      | Юкіко Інуі і Рісако Міцуї (JPN)       |
| Токіо 2020          | Світлана Колесніченко і Світлана Ромашина (ROC) | Хуан Сюечень і Сунь Веньянь (CHN)      | Марта Фєдіна і Анастасія Савчук (UKR) |

### Групи
| Дисципліни          | Золото | Срібло | Бронза |
| ------------------- | --- | --- | --- |
| Атланта 1996        | США (USA) Сюзанна Б'янко Теммі Клеланд Бекі Дайроен-Ленсер Емілі Лесюр Гетер Піс Джилл Сейвері Наталі Шнейдер Гетер Сіммонс Джилл Саддет Марґо Тьєн                               | Канада (CAN) Лайза Александер Дженіс Бремнер Керен Кларк Керен Фонтейн Сільві Фрешетт Валері Уд-Маршан Кашя Кулеша Крістін Ларсен Кері Рід Ерін Вудлі | Японія (JPN) Райка Фудзії Маюко Фудзікі Реї Дзімбо Міхо Кавабе Акіко Кавасе Ріхо Накадзіма Мія Татібана Каорі Такахасі Міхо Такеда Дзюнко Танака                                      |
| Сідней 2000         | Росія (RUS) Олена Азарова Ольга Бруснікіна Марія Кисельова Ольга Новокщонова Ірина Першина Олена Соя Юлія Васильєва Ольга Васюкова Олена Антонова                                 | Японія (JPN) Аяно Еґамі Райка Фудзії Ісода Йоко Реї Дзімбо Мія Татібана Міхо Такеда Йоко Йонеда Йонеда Юко Юрі Тацумі                                 | Канада (CAN) Лайн Бомонт Клер Карвер-Діас Ерін Чан Катрін Ґарсо Фанні Летурно Кірстін Норманд Джасінт Тейллон Рейдун Татам Джессіка Чейс                                              |
| Афіни 2004          | Росія (RUS) Олена Азарова Ольга Бруснікіна Анастасія Давидова Анастасія Єрмакова Ельвіра Хасянова Марія Кисельова Ольга Новокщонова Ганна Шоріна                                  | Японія (JPN) Мітійо Фудзімару Сахо Харада Канако Кітао Еміко Судзукі Мія Татібана Міхо Такеда Юрі Тацумі Йоко Йонеда                                  | США (USA) Елісон Бартосік Тамара Кроу Ерін Добрац Ребекка Джейсонтек Анна Козлова Сара Лоув Лорен Макфолл Стефані Несбітт Кендра Занотто                                              |
| Пекін 2008          | Росія (RUS) Анастасія Давидова Анастасія Єрмакова Марія Громова Наталія Іщенко Ельвіра Хасянова Кужела Ольга Петрівна Світлана Ромашина Ганна Шоріна Олена Овчинникова            | Іспанія (ESP) Альба Кабельйо Ракель Корраль Тіна Фуентес Таїс Енрікес Лаура Лопес* Хемма Менгуаль Ірина Родрігес Паола Тірадос Хісела Морон           | Китай (CHN) Гу Бейбей Цзян Тінтін Цзян Веньвень Лю Оу Ло Сі Сунь Цютін Wang Na Чжан Сяохуань Хуан Сюечень                                                                             |
| 2012 Лондон         | Росія (RUS) Анастасія Давидова Марія Громова Наталія Іщенко Ельвіра Хасянова Дарія Коробова Олександра Пацкевич Світлана Ромашина Анжеліка Тіманіна Алла Шишкіна                  | Китай (CHN) Чан Си Чень Сяоцзюнь Хуан Сюечень Цзян Тінтін Цзян Веньвень Лю Оу Ло Сі У Івень Сунь Веньянь                                              | Іспанія (ESP) Клара Басьяна Альба Кабельйо Она Карбонелл Маргаліда Креспі Тіна Фуентес Таїс Енрікес Паула Кламбург Ірен Монтруккіо Лая Понс                                           |
| Ріо-де-Жанейро 2016 | Росія (RUS) Влада Чигирьова Наталія Іщенко Світлана Колесніченко Олександра Пацкевич Світлана Ромашина Алла Шишкіна Марія Шурочкіна Гелена Топіліна Олена Прокоф'єва              | Китай (CHN) Ґу Сяо Го Лі Лі Сяолу Лян Сіньпін Сунь Веньянь Тан Менні Їнь Ченсінь Цзен Чжень Хуан Сюечень                                              | Японія (JPN) Айка Хакояма Юкіко Інуі Кей Марумо Рісако Міцуї Канамі Накамакі Маі Накамура Кано Омата Курумі Йосіда Айко Хаясі                                                         |
| Токіо 2020          | Олімпійський комітет Росії (ROC) Влада Чигирьова Марина Голядкіна Світлана Колесніченко Комар Поліна Дмитрівна Олександра Пацкевич Світлана Ромашина Алла Шишкіна Марія Шурочкіна | Китай (CHN) Фен Ю Го Лі Хуан Сюечень Лян Сіньпін Сунь Веньянь Ван Цяньї Сяо Яньнін Їнь Ченсінь                                                        | Україна (UKR) Марина Алексіїва Владислава Алексіїва Марта Фєдіна Катерина Резнік Анастасія Савчук Шинкаренко Аліна Віталіївна Сидоренко Ксенія Володимирівна Яхно Єлизавета Сергіївна |

## Колишні дисципліни

### Соло
| Дисципліни        | Золото                    | Срібло              | Бронза                |
| ----------------- | ------------------------- | ------------------- | --------------------- |
| Лос-Анджелес 1984 | Трейсі Руїз (USA)         | Керолін Волдо (CAN) | Мівако Мотойосі (JPN) |
| Сеул 1988         | Керолін Волдо (CAN)       | Трейсі Руїз (USA)   | Мікако Котані (JPN)   |
| Барселона 1992    | Крістен Бебб-Спрейґ (USA) | не вручали          | Фуміко Окуно (JPN)    |
| Барселона 1992    | Сільві Фрешетт (CAN)      | не вручали          | Фуміко Окуно (JPN)    |